# Pré-en-Pail-Saint-Samson
Pré-en-Pail-Saint-Samson é uma comuna francesa na região administrativa do País do Loire, no departamento de Mayenne. Estende-se por uma área de 58.22 km². Em 2010 a comuna tinha 2 394 habitantes (densidade: 41,1 hab./km²).
Foi criada em 1 de janeiro de 2016, a partir da fusão das antigas comunas de Pré-en-Pail e Saint-Samson.